# Marko Račič
Marko Račič, slovenski atlet, * 25. april 1920, Adlešiči, † 27. maj 2022.
Račič je za Jugoslavijo nastopil na Poletnih olimpijskih igrah 1948 v Londonu, kjer se je v teku na 400 m uvrstil v polfinale, s štafeto 4 X 400 m pa izpadel v prvem krogu.